# Profet
En profet er en person, der menes at kunne formidle eller åbenbare et budskab fra en højere magt eller guddom.
Profeter kendes fra mange religioner. Bedst kendt er nok Jødedommen og islam. Profeti kendes også fra det gamle Egypten, Mari, kanaanæisk religion, græsk religion (fx Cassandra) og den karismatiske kristendom. Ofte  skelnes mellem sande og falske profeter, der bringer et falsk budskab, enten af ond drift eller fordi de er besat af et ondsindet væsen.
Ikke-religiøse clairvoyante kaldes ofte for profeter som Nostradamus. Hverken profet eller clairvoyant er beskyttede titler, og ingen af dem behøver kurser for at kunne praktisere.

## Det Gamle Testamentes profeter
Fra det Gamle Testamente kendes en række jødiske profeter, ofte med egen bog: Elias, Elisa, Esajas, Jeremias, Ezekiel, Hoseas, Joel, Amos, Obadias, Jonas, Mika, Nahum, Habakkuk, Sefanias, Hagaj, Zakarias, Malakias, Hulda, Nata, Samuel m.fl.
Første gang profeter nævnes i Bibelen er i Første Samuelsbog, hvor profeten Samuel salver Saul til Israels konge. I 1.Sam 10:5-6 beskriver Samuel profeterne for Saul som et ekstatisk kollektiv for mænd: "Derefter kommer du til Guds Gibea, hvor filistrenes guvernør bor. Når du går ind i byen, vil du støde på en flok profeter, der er på vej ned fra offerhøjen; i spidsen for dem går folk, der spiller på harpe, pauke, fløjte og citer, og selv er de i profetisk henrykkelse. Herrens ånd vil gribe dig, så du kommer i profetisk henrykkelse sammen med [[]]dem og bliver forvandlet til et andet menneske." 
Første Kongebog kapitel 18 beskylder dronning Jesabel, Didos grandtante, for at ville udrydde alle Jahves profeter, men Obadja skjulte 100 i to huler; han havde endda sørget for brød og vand til dem. Profeten Elias udfordrede deres modstandere, Baals profeter, til en duel om, hvorvidt deres gud Baal kunne sætte ild til et offerbål før Jahve. De kunne ikke, og 1.Kong 18:40 fortsætter: ""Elias sagde til dem: »Grib Ba'al-profeterne! Ingen må undslippe!« Så greb de dem, og Elias førte dem ned til Kishonbækken og slagtede dem dér." 
 1. Kong 19 fortsætter: "Da Akab fortalte Jezabel alt, hvad Elias havde gjort, og hvordan han havde dræbt alle profeterne med sværd, sendte Jezabel bud til Elias: »Guderne ramme mig igen og igen, om ikke jeg den dag i morgen skal gøre det samme med dig, som du har gjort mod dem!«" Forfærdet flygtede Elias ud i ørkenen, hvor en engel hjalp ham,  så han nåede frem til Guds bjerg Horeb, der er et andet navn på Sinaibjerget. 
Nogle profeter bød omgivelserne på budskaber, der gjorde dem forhadte. Amos fik taleforbud, og Jeremias havde som Elias grund til at frygte for sit liv. Andre blev behandlet med stor respekt. I 1.Kong 22:6 rådfører kongen sig med dem om krigen mod aramæerne: "Så samlede Israels konge profeterne, henved fire hundrede mand, og spurgte dem: »Skal jeg gå i krig mod Ramot i Gilead, eller skal jeg lade være?«"
Esajas, der oplevede borgerkrigen mellem Israel og Judæa i 700-tallet f.Kr, skildrer sit kald som profet nærmest som en forbandelse, som i 21:3-4: "Derfor ryster mine lænder og skælver, veerne kommer over mig som over en fødende, jeg kan ikke høre af angst, jeg kan ikke se af rædsel. Mit hjerte er faret vild, frygten overvælder mig. Skumringen, jeg længtes efter, er blevet min rædsel."
Jeremias, der virkede i 500-tallet f.Kr. oplevede at præsten Pasjhur, Immers søn og overinspektør i templet, lod ham arrestere og piske og satte ham i gabestokken ved Benjamin-porten ved templet. Der måtte Jeremias stå natten over. Hvordan han oplevede sit kald, fortæller han i 20:7-10: "Du lokkede mig, Herre, og jeg lod mig lokke, du var mig for stærk, og du vandt. Dagen lang er jeg til latter, alle spotter mig. Hver gang jeg taler, må jeg skrige, råbe om vold og ødelæggelse, for Herrens ord bringer mig dagen lang kun spot og spe. Når jeg sagde: »Jeg vil ikke tænke på ham og ikke mere tale i hans navn«, kom der i mit hjerte en brændende ild, den rasede i mine knogler. Jeg kan ikke holde det ud, jeg kan ikke bære det! Alle vegne er der rædsel, jeg hører mange hviske: »Angiv ham, lad os angive ham!« Alle mine venner venter på, at jeg skal snuble: »Måske lader han sig lokke, så vi kan få ram på ham og hævne os på ham.«" 

## Andre profeter
Kristendommen føjer to til, nemlig Johannes Døberen og Jesus af Nazareth. Omend Jesus ikke normalt omtales som profet i kristen terminologi, regnes han i islam for den næststørste profet efter Muhammed, der tillige får titelen "Profeternes Segl" med henvisning til den muslimske lære, at Muhammed var den sidste profet.
I det Nye Testamente omtales, at nogle ved Helligåndens mellemkomst bliver udstyret med profetiske nådegaver. I kristendommen er der meget forskelligt syn på, om den profetiske nådegave stadig er i brug, eller om den er ophørt. Nogle mener, at nådegaverne ikke længere forekommer ("Cessationisme"), mens andre stadig praktiserer dem . Fra ca. 1550 til 1700 optrådte der mindst 350 profeter i de lutherske lande.
Af andre profeter er den persiske Zarathustra, der forkyndte det budskab, han havde modtaget fra overguden Ahura Mazda, og derved grundlagde zarathustrianismen, og Bahá'u'lláh, der grundlagde Bahá'í-religionen.